# Knickschutz

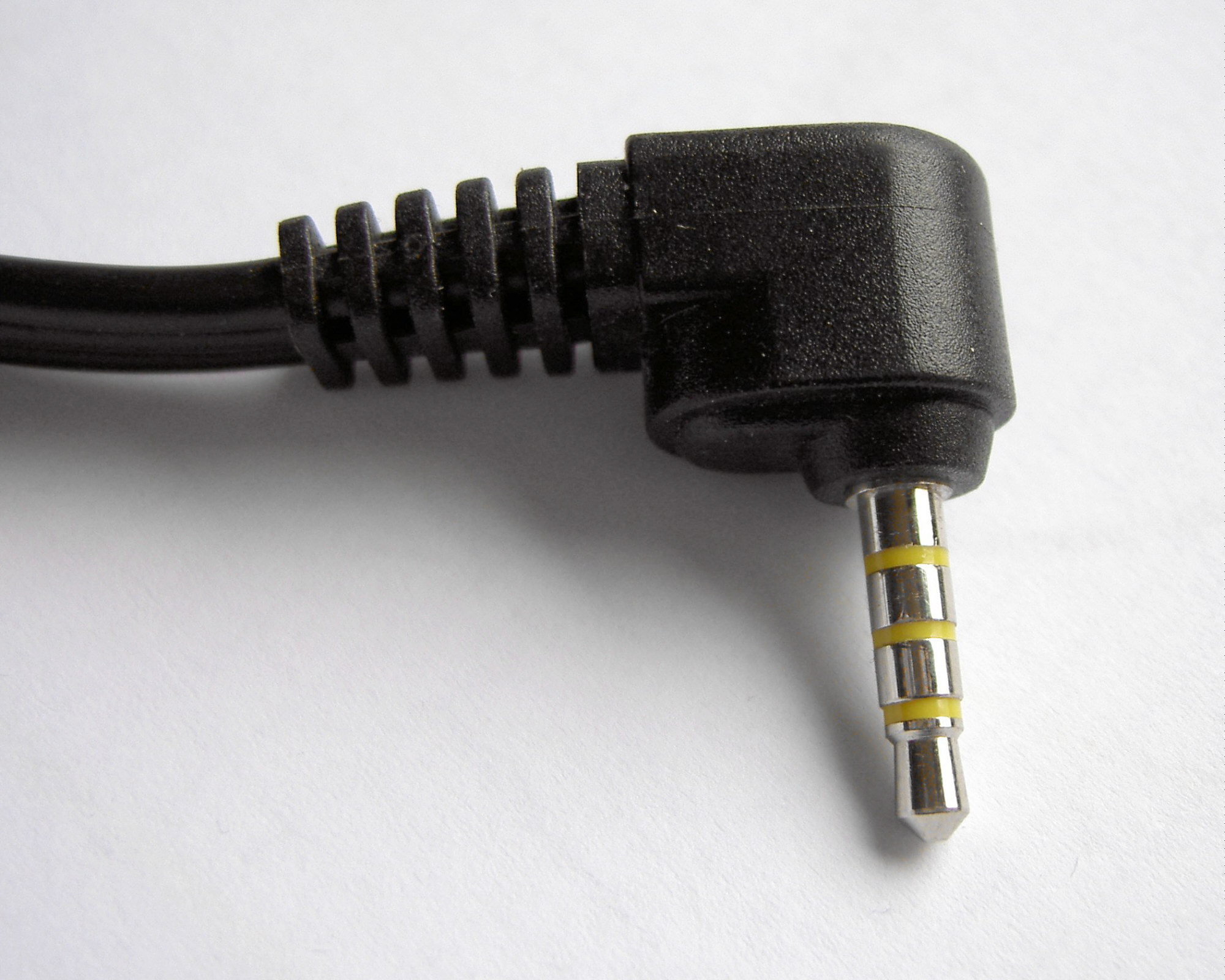
Klinkenstecker mit Knickschutz

Ein Knickschutz ist eine Vorrichtung, welche ein flexibles Bauteil oder eine Verbindung vor zu starker Beanspruchung, insbesondere dem Abknicken oder Abreißen, schützen soll.
Vielfach wird ein Knickschutz in der Werkstofftechnik bei Kabel- oder Schlauchverbindungen verwendet. Durch eine schützende, mit Gewebe verstärkte Umhüllung der Zuleitung wird ein Quetschen, starkes Einknicken oder Abbrechen der Verbindung vermieden. Die Umhüllung ist dennoch in der Regel elastisch genug, um bis zu einem gewissen Grad Stauchungen und Biegungen der Verbindung aufnehmen zu können.